# بو بالانتين
بو بالانتين (بالإنجليزية: Poe Ballantine)‏ (1955)؛ روائي أمريكي.